# 엘리자베스 올슨
엘리자베스 올슨(영어: Elizabeth Olsen, 1989년 2월 16일 ~ )은 미국의 배우이다. 독립 스릴러 드라마 영화 《마사 마시 메이 마릴린》에 출연하여, 크리틱스 초이스 영화상 여우주연상, 인디펜던트 스피릿 어워드 여우주연상 외 다른 시상식에서 후보에 오른 2011년부터 두각을 드러냈다. 그 뒤로 《사일런트 스크림》 (2011), 《리버럴 아츠》 (2012), 《올드보이》 (2013), 《고질라》 (2014), 《빛을 보았다》 (2015), 《언프리티 소셜 스타》 (2017), 《윈드 리버》 (2017)에 출연했다.
《캡틴 아메리카: 윈터 솔져》 (2014)의 쿠키 영상에서 처음으로 등장한 마블 시네마틱 유니버스에서 스칼렛 위치 역으로 출연하여, 세계적인 인지도를 얻었고, 그 후로 《어벤져스: 에이지 오브 울트론》 (2015), 《캡틴 아메리카: 시빌 워》 (2016), 《어벤져스: 인피니티 워》 (2018), 《어벤져스: 엔드게임》 (2019)에 출연했다.

## 어린 시절
올슨은 캘리포니아주 셔먼오크스에서 연예 매니저 재닛 “재니”와 부동산업자 및 담보은행가 데이비드 "데이브" 올슨의 딸로 태어났다. 그녀는 어린 시절부터 텔레비전과 영화 스타로 주목받은 올슨 자매의 여동생이었다. 올슨은 오빠인 트렌트와 배다른 형제 두 명이 있다. 1996년에 아버지와 어머니가 이혼을 했다. 올슨은 노르웨이인과 잉글랜드인 혈통을 지녔다.
어릴 적에, 올슨은 발레와 가창 수업을 들었다. 언니들이 출연한 영화에 출연하면서, 어렸을 때 연기를 시작했다. 11세가 되기 전에, 올슨은 《하우 디 웨스트 워스 펀》과 곧바로 비디오로 직행한 《디 어드벤처스 오브 메리케이트 앤 애슐리》에서 작은 배역을 맡았다. 당시 4학년 때 언니들의 비디오에 출연한, 올슨은 다른 작품들에도 오디션을 보기 시작했다. 그는 유치원 때부터 12학년까지 캘리포니아 노스할리우드에 있는 캠벨 홀 스쿨에 다녔다.
졸업 후에, 그는 뉴욕 대학교의 티시 예술대학으로 진학했다. 2009년, 올슨은 유진 오닐 시어터 센터의 MATS 프로그램 과정을 통해 모스크바 예술극장 학교에서 한 학기를 공부했다.

## 생애

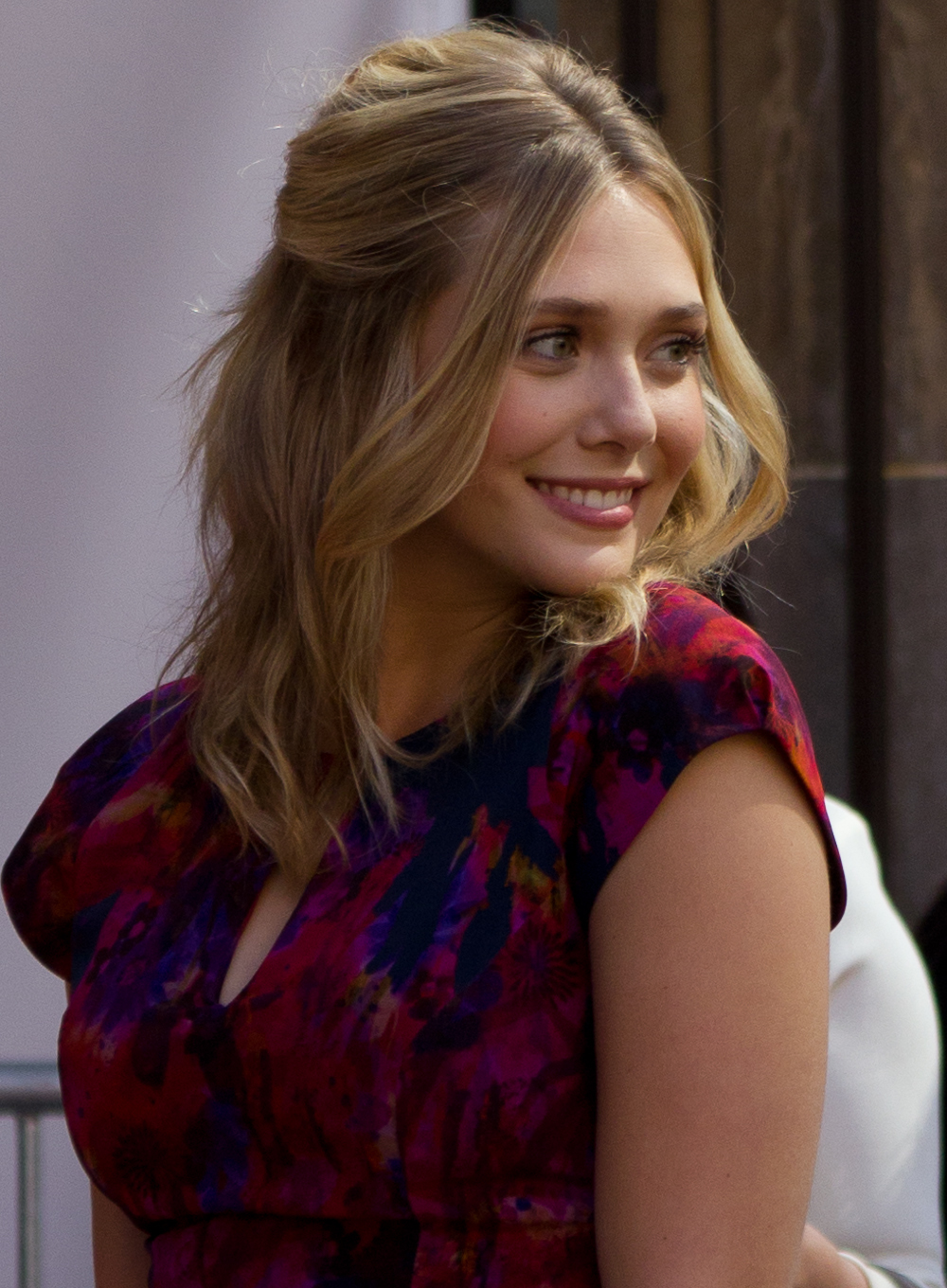
《마사 마시 메이 마릴린》 시사회 중인 2011년 토론토 국제 영화제에서 올슨

올슨은 4살 때 연기를 시작했고 메리케이트와 애슐리가 출연한 영화 6편에 같이 출연했으며, 영화 《스파이 키드》 오디션을 보기도 했다. 그는 메리케이트의 식사장애 문제에 대한 광적인 미디어의 관심으로 2004년에 연기를 사실상 관뒀다. 오늘날 올슨을 있게 하도록 주목을 받은 것은 2011년 영화 《마사 마시 메이 마릴린》 이었다. 올슨의 연기와 함께 이 영화는 비평적 호평을 받았다. 올슨은 주인공이기도 한 컬트 집단에 빠졌다가 집으로 돌아온 후 망상과 불면증으로 고통받는 소녀 마사 역에 대한 연기로 수많은 영화상에서 후보에 올라 수상했다. 그후에 리메이크 공포 영화 《사일런트 스크림》에 출연하여, 세라 역을 연기했다. 영화는 엇갈린 반응을 받았지만, 올슨의 연기는 극찬을 받았다. 올슨은 카를로타의 곡 "The Queen"의 뮤직 비디오에 출연하기도 했다. 올슨은 2011년 중반에 영화 《레드라이트》를 찍었으며, 영화는 2012년 7월 13일 미국에서 개봉했다. 그는 2012년 1월 22일에 개봉한 조시 래드너의 영화 《리버럴 아츠》에 출연했다. 그는 다코타 패닝과 같이 2013년에 개봉한 영화 《베리 굿 걸》에 출연했다.

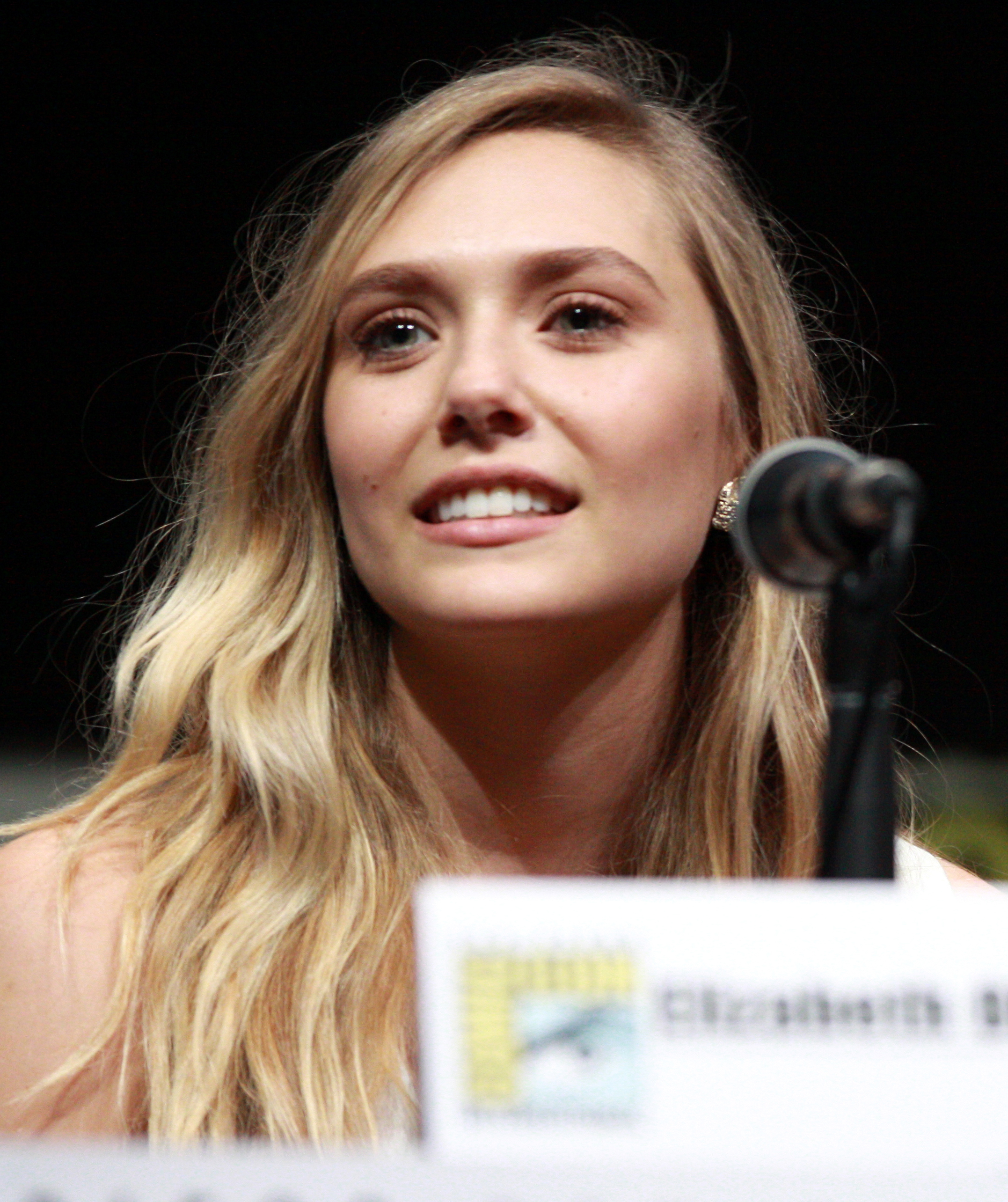
2013년 코믹콘에서 올슨

2013년 1월, 올슨은 영국 아카데미 영화상 라이징 스타상 후보에 선정됐다. 그는 2003년에 제작된 대한민국의 영화 《올드보이》의 2013년 미국 리메이크 작품에 출연했으며, 조슈 브롤린이 연기한, 주인공과 연인 사이로 발전하게 된 젊은 사회복지사 메리 역을 연기했다. 그는 《킬 유어 달링》에서 잭 케루악의 첫 번째 남편이자 비트세대 회고록 《You'll Be Okay》의 작가인 이디 파커 역을 연기했다. 또한 2013년에는 에밀 졸라의 1867년 고전 소설 《테레즈 라캥》을 각색한 영화에서 주연을 맡았다.
2014년에, 올슨은 레전더리의 리부트 영화 《고질라》에서, 브라이언 크랜스턴과 애런 테일러존슨의 상대역으로 출연했다. 올슨은 《어벤저스》의 2015년 후속작 《어벤져스: 에이지 오브 울트론》에 스칼렛 위치 역을 연기하며 마블 시네마틱 유니버스에 합류했다. 그는 남동생 역인 퀵실버를 연기했고, 《고질라》에서 같이 출연한 테일러존슨과 함께 영화 《캡틴 아메리카: 윈터 솔져》 의 크레딧 장면 중간에 해당 배역으로 첫 출연했다. 그는 2016년 영화 《캡틴 아메리카: 시빌 워》와 2018년 후속작 《어벤져스: 인피니티 워》, 2019년 후속작 《어벤져스: 엔드게임》에 같은 배역으로 재출연했다.
2015년, 올슨은 마크 에이브러험이 연출하고, 행크 윌리엄스 역을 맡은 톰 히들스턴이 출연한 2015년 전기 영화 《빛을 보았다》에서 행크 윌리엄스의 아내이자 매니저 및 듀엣 파트너 오드리 윌리엄스 역을 연기했다.
올슨은 《어벤져스: 에이지 오브 울트론》에 같이 출연한 제레미 레너와 같이, 테일러 셰리던의 감독 데뷔작 《윈드 리버》에 출연했다. 그 해 말에, 올슨이 맷 스파이서의 《언프리티 소셜 스타》에서 오브리 플라자의 상대역으로 출연했다. 두 영화 모두 2017년 8월에 개봉되었다.
2018년 말, 디즈니는 올슨과 폴 베터니가 출연하는 MCU의 텔레비전 미니시리즈가 자신들이 선보일 디즈니+ 스트리밍 서비스에서 방영될 것이라 밝혔고, 드라마의 제목이 《완다비전》이라는 것이 2019년 4월에 확인되었다. 해당 드라마는 개봉 예정 영화 《닥터 스트레인지: 대혼돈의 멀티버스》와 연계될 예정이고, 올슨이 이 영화의 출연진에 포함되었다는 것도 확인되었다.

## 사생활
올슨은 뉴욕 대학교의 티시 예술대학과 애틀래틱 시어터 컴퍼니에 진학했고 6년간 간헐적인 학업 끝에 2013년 3월에 졸업했다. 언니들의 의류 브랜드 "엘리자베스 앤 제임스"는 올슨과 올슨의 오빠 이름에서 따온 것이다.
올슨과 보이드 홀브룩은 2014년 3월에 약혼을 했으나, 2015년 1월에 파혼하였다.
올슨과 밴드 마일로 그린의 로비 아넷은 2019년에 약혼하였다.

## 출연 작품

### 영화
| 연도 | 제목                               | 원제                                        | 배역                        | 참고   |
| ---- | ---------------------------------- | ------------------------------------------- | --------------------------- | ------ |
| 2011 | 사일런트 스크림                    | Silent House                                | 세라                        |        |
| 2011 | 마사 마시 메이 마릴린              | Martha Marcy May Marlene                    | 마사                        |        |
| 2011 | 피스, 러브 &미스언더스탠딩         | Peace, Love & Misunderstanding              | 조이                        |        |
| 2012 | 레드라이트                         | Red Lights                                  | 샐리 오언                   |        |
| 2012 | 리버럴 아츠                        | Liberal Arts                                | 지비                        |        |
| 2013 | 킬 유어 달링                       | Kill Your Darlings                          | 에디 파커                   |        |
| 2013 | 베리 굿 걸                         | Very Good Girls                             | 제리 필즈                   |        |
| 2013 | 테레즈 라캥                        | In Secret                                   | 테레즈 라캥                 |        |
| 2013 | 올드 보이                          | Oldboy                                      | 메리 서배스천 / 미아 도쳇   |        |
| 2014 | 캡틴 아메리카: 윈터 솔져           | Captain America: The Winter Soldier         | 완다 막시모프 / 스칼렛 위치 | 카메오 |
| 2014 | 고질라                             | Godzilla                                    | 엘리 브로디                 |        |
| 2015 | 어벤져스: 에이지 오브 울트론       | Avengers: Age of Ultron                     | 완다 막시모프 / 스칼렛 위치 |        |
| 2015 | 빛을 보았다                        | I Saw the Light                             | 오드리 윌리엄스             |        |
| 2016 | 캡틴 아메리카: 시빌 워             | Captain America: Civil War                  | 완다 막시모프 / 스칼렛 위치 |        |
| 2017 | 언프리티 소셜 스타                 | Ingrid Goes West                            | 테일러 슬론                 |        |
| 2017 | 윈드 리버                          | Wind River                                  | 제인 배너                   |        |
| 2017 | 코다크롬                           | Kodachrome                                  | 조이 컨                     |        |
| 2018 | 어벤져스: 인피니티 워              | Avengers: Infinity War                      | 완다 막시모프 / 스칼렛 위치 |        |
| 2019 | 어벤져스: 엔드게임                 | Avengers: Endgame                           | 완다 막시모프 / 스칼렛 위치 |        |
| 2022 | 닥터 스트레인지: 대혼돈의 멀티버스 | Doctor Strange in the Multiverse of Madness | 완다 막시모프 / 스칼렛 위치 |        |

### 텔레비전
| 연도    | 제목                   | 원제                 | 배역                        | 참고                             |
| ------- | ---------------------- | -------------------- | --------------------------- | -------------------------------- |
| 1994    | 하우 디 웨스트 워스 펀 | How the West Was Fun | 차 속 소녀                  | 텔레비전 영화                    |
| 2016    | 드렁크 히스토리        | Drunk History        | 노마 코프                   | 에피소드: "Siblings"             |
| 2017    | 하먼퀘스트             | HarmonQuest          | 스터립                      | 에피소드: "The Keystone Obelisk" |
| 2018-19 | 쏘리 포 유어 로스      | Sorry for Your Loss  | 리 쇼깁스                   | 책임 프로듀서 겸함               |
| 2021    | 완다비전               | WandaVision          | 완다 막시모프 / 스칼렛 위치 |                                  |
| 2023    | 러브 & 데스            | Love and Death       | 캔디 몽고메리               | 미니시리즈                       |

### 단편작
| 연도      | 제목                                 | 배역 | Notes |
| --------- | ------------------------------------ | ---- | ----- |
| 1993      | Our First Video                      | 본인 |       |
| 1993      | Olsen Twins Mother's Day Special     | 본인 |       |
| 1994–1996 | 어드벤처스 오브 메리케이트 앤 애슐리 | 본인 | 4편   |

## 수상 및 후보
| 연도 | 작품                         | 시상식                        | 부문                                                                                    | 결과 | 각주          |
| ---- | ---------------------------- | ----------------------------- | --------------------------------------------------------------------------------------- | ---- | ------------- |
| 2011 | 마사 마시 메이 마릴린        | 전미 여성 영화 언론인 연맹    | 신인상                                                                                  | 수상 |               |
| 2011 | 마사 마시 메이 마릴린        | 시카고 영화 비평가 협회       | 최우수 유망상                                                                           | 수상 | [ 40 ]        |
| 2011 | 마사 마시 메이 마릴린        | 플로리다 영화 비평가 협회     | Pauline Kael Breakout Award                                                             | 수상 | [ 41 ]        |
| 2011 | 마사 마시 메이 마릴린        | 헨트 국제 영화제              | Special Mention                                                                         | 수상 | [ 42 ]        |
| 2011 | 마사 마시 메이 마릴린        | 로스엔젤레스 영화 비평가 협회 | 차세대 상                                                                               | 수상 | [ 43 ]        |
| 2011 | 마사 마시 메이 마릴린        | 벤쿠버 영화 비평가 협회       | 여우주연상                                                                              | 수상 | [ 44 ]        |
| 2011 | 마사 마시 메이 마릴린        | 방송 영화 비평가 협회         | 여우주연상                                                                              | 후보 | [ 45 ]        |
| 2011 | 마사 마시 메이 마릴린        | 시카고 영화 비평가 협회       | 여우주연상                                                                              | 후보 | [ 46 ]        |
| 2011 | 마사 마시 메이 마릴린        | 디트로이트 영화 비평가 협회   | Best Breakthrough Performance                                                           | 후보 | [ 47 ]        |
| 2011 | 마사 마시 메이 마릴린        | 고섬 어워드                   | Best Breakthrough Actress                                                               | 후보 | [ 48 ]        |
| 2011 | 마사 마시 메이 마릴린        | 고섬 어워드                   | 최우수 앙상블 연기상                                                                    | 후보 | [ 48 ]        |
| 2011 | 마사 마시 메이 마릴린        | 인디펜던트 스피릿 어워드      | 여우주연상                                                                              | 후보 | [ 49 ]        |
| 2011 | 마사 마시 메이 마릴린        | 온라인 영화 비평가 협회       | 여우주연상                                                                              | 후보 | [ 50 ]        |
| 2011 | 마사 마시 메이 마릴린        | 샌디에이고 영화 비평가 협회   | 여우주연상                                                                              | 후보 | [ 51 ]        |
| 2011 | 마사 마시 메이 마릴린        | 새틀라이트상                  | 영화 부문 여우주연상                                                                    | 후보 | [ 52 ]        |
| 2011 | 마사 마시 메이 마릴린        | 새턴상                        | 여우주연상                                                                              | 후보 | [ 53 ]        |
| 2011 | 마사 마시 메이 마릴린        | 토론토 영화 비평가 협회       | 여우주연상                                                                              | 후보 | [ 54 ]        |
| 2011 | 마사 마시 메이 마릴린        | 워싱턴 D.C. 영화 비평가 협회  | 여우주연상                                                                              | 후보 | [ 55 ]        |
| 2013 | 본인                         | 영국 아카데미 영화상          | BAFTA 떠오르는 스타상                                                                   | 후보 | [ 56 ]        |
| 2013 | 사일런트 스크림              | 팬고리아 체인소 어워드        | 여우주연상                                                                              | 수상 | [ 57 ]        |
| 2014 | 고질라                       | 틴 초이스 어워드              | Choice Movie: Breakout Star                                                             | 후보 | [ 58 ]        |
| 2015 | 빛을 보았다                  | 도빌 미국 영화제              | 할리우드 신인상                                                                         | 수상 | [ 59 ]        |
| 2015 | 어벤져스: 에이지 오브 울트론 | 틴 초이스 어워드              | Choice Movie: Breakout Star                                                             | 후보 | [ 60 ]        |
| 2016 | 캡틴 아메리카: 시빌 워       | 틴 초이스 어워드              | Choice Movie: Chemistry 크리스 에반스, 세바스티안 스탄, 앤서니 매키, 제레미 레너와 공동 | 후보 | [ 61 ]        |
| 2018 | 어벤져스: 인피니티 워        | MTV 무비 & TV 어워드          | Best Fight 다나이 구리라, 스칼릿 조핸슨, 캐리 쿤과 공동                                 | 후보 | [ 62 ]        |
| 2018 | 어벤져스: 인피니티 워        | 틴 초이스 어워드              | Choice Action Movie Actress                                                             | 후보 | [ 63 ] [ 64 ] |